# Barry Seal - Una storia americana
Barry Seal - Una storia americana (American Made) è un film del 2017 diretto da Doug Liman, con protagonista Tom Cruise.
Il film è incentrato sulla storia vera di Barry Seal, ex pilota della Trans World Airlines diventato negli anni ottanta contrabbandiere di droga e successivamente informatore per la DEA.

## Trama
Nel 1979, mentre il presidente statunitense Jimmy Carter dichiara alla nazione la "crisi di fiducia", la popolazione attende l'elezione di quello nuovo, Ronald Reagan. Barry Seal, uno scaltro pilota di aerei di linea che vive in Louisiana, viene colto in flagrante nel contrabbandare sigari. In cambio dell'immunità, la CIA lo assolda per lavori di ricognizione sotto copertura. Durante uno di essi, atterrato in Colombia per rifornirsi di carburante viene contattato da alcuni trafficanti di droga che lo convincono a trasportare droga per loro. Dopodiché la storia si complica. Arrivato in Nicaragua inizia a collaborare con i contras in lotta contro i sandinisti al potere. Di seguito si trasforma in contrabbandiere di armi, trafficante di droga per il cartello di Medellín e informatore della DEA.

## Promozione
Il primo trailer del film viene diffuso il 5 giugno 2017.

## Distribuzione
La pellicola è stata distribuita nelle sale cinematografiche statunitensi a partire dal 29 settembre 2017, mentre in Italia la data di uscita è stata il 14 settembre 2017.